# Патрульные корабли типа «Кнуд Расмуссен»
«Кнуд Расмуссен» — тип патрульных кораблей, состоящих на вооружении ВМС Дании с 2008 года. Построен в качестве замены для катеров типа «Agdlek». Корабли типа «Кнуд Расмуссен», обладая большим водоизмещением, способны осуществлять патрулирование на большем удалении от берега.
В перечень задач корабля входит рыболовная инспекция, защита окружающей среды, поиск и спасение, защита суверенитета и правопорядка, ледокольные проводки, буксировка и спасательные операции и общее содействие администрации Дании и Гренландии (включая полицейские функции). Корабли имеют вертолетную палубу на корме за надстройкой, однако ангар не предусмотрен. Могут выполнять дозаправку вертолётов с работающими двигателями. В декабре 2013 года датским парламентом был утверждён заказ на третий корабль этого типа (HDMS Lauge Koch). Вводом в эксплуатацию третьего корабля намечен на 2016 год, оценочная стоимость — 513 млн крон (76 млн долл. США).

## Вооружение
Стандартное вооружение состоит из двух 12,7-мм пулеметов. В дополнение к ним имеется два слота системы Stanflex (один в носовой, другой в кормовой части надстройки), куда могут быть установлены универсальная артиллерийская установка, зенитные ракеты, противолодочные торпеды и другие системы оружия. Зарезервировано ещё два места под слоты побортно по обе стороны от вертолётной палубы.

## Состав серии
| Тактический номер | Название        | Позывной | Верфь                  | Заложен    | Спущен     | В строю    | Списан |
| ----------------- | --------------- | -------- | ---------------------- | ---------- | ---------- | ---------- | ------ |
| P570              | Knud Rasmussen  | OVFG     | Karstensens Skibsværft | 2005-11-21 | 2006-10-19 | 2008-02-18 | -      |
| P571              | Ejnar Mikkelsen | OVFH     | Karstensens Skibsværft | 2006-11-10 | 2007-06-01 | 2009-01-16 | -      |
| P572              | Lauge Koch      | OVFI     | Karstensens Skibsværft | 2014-05    | ?          | 2017-12-11 | -      |

## Внешние ссылки
- Официальная презентация (датский)